# Mésie

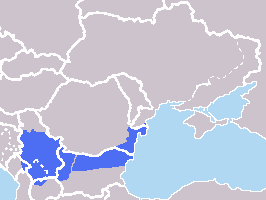
Provinces de Mésie supérieure (à gauche, vers l'ouest) et de Mésie inférieure (à droite, vers l'est).

La Mésie ou Moésie (en grec Koinè et en grec médiéval : Μοισία ; en latin : Moesia et Moesia Superior à l'ouest en amont, Moesia Inferior à l'est en aval) est une ancienne région géographique et historique et une ancienne province romaine située au sud du cours inférieur du Danube, dans les actuelles Serbie, Bulgarie (nord), Macédoine (nord) et Roumanie (Dobroudja).

## Géographie

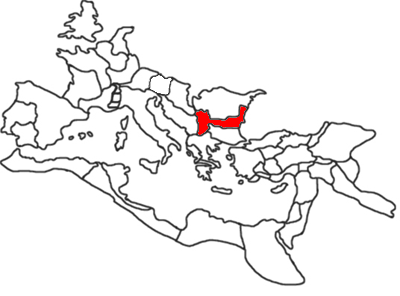
Les Mésies romaines à l'époque d'Hadrien (117-138).

### Géographie physique
La Mésie était délimitée :
- au nord par l'Istros (Danube) ;
- à l'est par le Pont-Euxin (mer Noire) ;
- au sud par l'Hæmos (Grand Balkan) ;
- à l'ouest par les pentes orientales des Alpes dinariques dans l'actuelle Serbie.

Les géographes physiques bulgares l'appellent couramment « plateau danubien » (en bulgare : Дунавийско плато).

### Géographie humaine
Initialement peuplée par des populations thraces, triballes et celtes, la Mésie accueille aussi des colons grecs à partir du VIIIe siècle av. J.-C., aux bouches du Danube et sur les côtes du Pont-Euxin (mer Noire).
Sous l'Empire romain qui la gouverne durant six siècles, les populations sont romanisées notamment autour des principales villes :
- En Mésie supérieure : Singidunum, Viminacium, Remesiana, Bononia, Ratiaria, Naissus, Scupi et Ulpiana ;
- En Mésie inférieure : Oescus, Novae, Nicopolis ad Istrum, Durostorum,  Abritus, Marcianopolis, Zaldapa, Odessus, Callatis, Tomis, Argamum, Troesmis et Noviodunum.

Sans toujours former une province à part, la partie de la Mésie inférieure située en aval de Durostorum était appelée « Scythie Mineure », bien que les Scythes y soient moins nombreux que les Gètes ou les Grecs. Odessus et Tomis étaient des cités grecques qui formaient une pentapole avec Istros, Messembrie et Apollonia.

## Histoire

### La Mésie pré-romaine
Initialement peuplée par des gètes, des thraces et des daces, la région accueille ensuite à partir du VIIIe siècle av. J.-C. des colons grecs qui s'installent sur le littoral. La langue autochtone : le mésien ou mœsien, sur laquelle l'on dispose de peu d'éléments précis, est réputée appartenir au diasystème thrace, de l'ensemble des langues de l'isoglosse centum-satem, regroupant le mœsien, le mysien et le thrace.
Au IIIe siècle av. J.-C., des Scordiques et des Celtes descendent le Danube vers l'est ; peut-être ont-ils intégré la confédération des Triballes que citent Strabon et Diodore de Sicile.
Au début du Ier siècle av. J.-C. la Mésie fait partie du royaume dace de Burebista. Ce royaume entre en conflit avec l'Empire romain et, en -76, Caius Scribonius Curio, proconsul de Macédoine, entreprend une campagne militaire en Mésie où il soumet ou rallie à Rome la plupart des tribus mœsiennes. À cette occasion, les Romains atteignent le Danube pour la première fois. La région fut définitivement conquise par Marcus Licinius Crassus, petit-fils du général et consul romain Crassus, en -29.

### La Mésie romaine
La région fut transformée en province romaine, en l'an 6, et confiée à Aulus Caecina Severus. Elle prit le nom de province de Mésie au plus tard en l'an 15. La province est alors gouvernée, et ce pendant 24 ans, par Caius Poppeus Sabinus, soit jusqu'en 35, année de sa mort. Il gouverne alors non seulement la Mésie, province impériale, mais aussi l'Achaïe et la Macédoine, provinces sénatoriales. La Mésie fut ensuite réorganisée par Domitien, en 87, qui la divisa en deux provinces : la Mésie supérieure en amont et la Mésie inférieure en aval.
Selon la tradition ecclésiastique, la région aurait été évangélisée par saint André, frère de saint Pierre et premier disciple du Christ qui y aurait subi le martyre (Croix de saint André). 
À la suite des réformes administratives de Dioclétien à la fin du IIIe siècle et de la mise en place de la Tétrarchie (293-324) :
- la Mésie supérieure est incluse dans le diocèse des Mésies (diocesis Moesiarum), appartenant à la préfecture du prétoire d'Illyrie (Illyricum), placée sous la responsabilité de l'empereur d'Orient, ensuite subdivisée en  :
  - province de Mésie première (Moesia Prima (en)), formée par l'essentiel de la Mésie supérieure, capitale Viminacium, actuelle Kostolac, Serbie), ;
  - province de Dacie aurélienne (Dacia Aureliana), formée en 271/275 sous Aurélien par la partie orientale de la Mésie supérieure et la partie occidentale de la Mésie inférieure ; scindée par la suite en 283/285 par Dioclétien en Dacie méditerranéenne (Dacia mediterranea, 320c-602c) et Dacie ripuaire (Dacia ripensis, 320c-602) ;
- la Mésie inférieure est incluse dans le diocèse de Thrace (Thraciae), appartenant à la préfecture du prétoire d'Orient, et placée sous l'autorité de l'Auguste d'Orient. Elle est subdivisée en  :
  - Mésie seconde (Moesia secunda) formée par la partie centrale de la Mésie inférieure ;
  - Scythie Mineure (Scythia minor, 290c-680c) formée par la partie orientale de la Mésie inférieure (Dobroudja), donnant sur la mer Noire (ou Pont-Euxin).

Toutefois, le diocèse des Mésies se révèle trop grand, trop difficile à gouverner et à défendre. Constantin Ier le divise donc, dans les années 306-337, en diocèse de Macédoine, au sud, et en diocèse de Dacie, au nord, (dont la Mésie première et les deux Dacies). Ceci est attesté en 370 et par la Notitia dignitatum de 410.
À la suite de la division de l'Empire romain, en 395, l'ensemble des provinces mésiennes se trouvent dans la partie nord de l'Empire romain d'Orient. Lors du refroidissement qui commence au IIIe siècle et s'achève seulement avec l'embellie de l'an mil, la protection naturelle du Danube devient aléatoire car, durant ce refroidissement, le fleuve gèle fortement en hiver et permet ainsi le passage à pied, à cheval et en char des invasions barbares elles-mêmes en lien avec l'évolution du climat. En conséquence, la Mésie est dévastée par les Goths en 238, les Wisigoths en 378, les Huns en 441 et bien d'autres peuples ensuite. Dès le début du VIe siècle, les tribus slaves s'installent dans la région, assimilant progressivement les populations locales romanisées. 
Les provinces de Mésie I et II disparaissent dans les années 640, alors que les slaves s'y organisent en « sklavinies ». En 680, à la suite de leur victoire d'Ongal sur les Byzantins, les Proto-Bulgares conduits par le khan Asparoukh passent le Danube et conquièrent les territoires entre celui-ci et l'Hæmos (Grand Balkan). Un traité de paix conclu à Constantinople en 681 entre les Proto-Bulgares et l'Empire byzantin marque la naissance du Premier Empire bulgare, qui, outre ses territoires au nord du Danube, englobe la Mésie moyenne, tandis que la partie occidentale de la Mésie supérieure (actuelle Serbie) et la partie orientale, maritime, de la Mésie inférieure (Scythie mineure) restent romaines pendant encore quelques décennies.

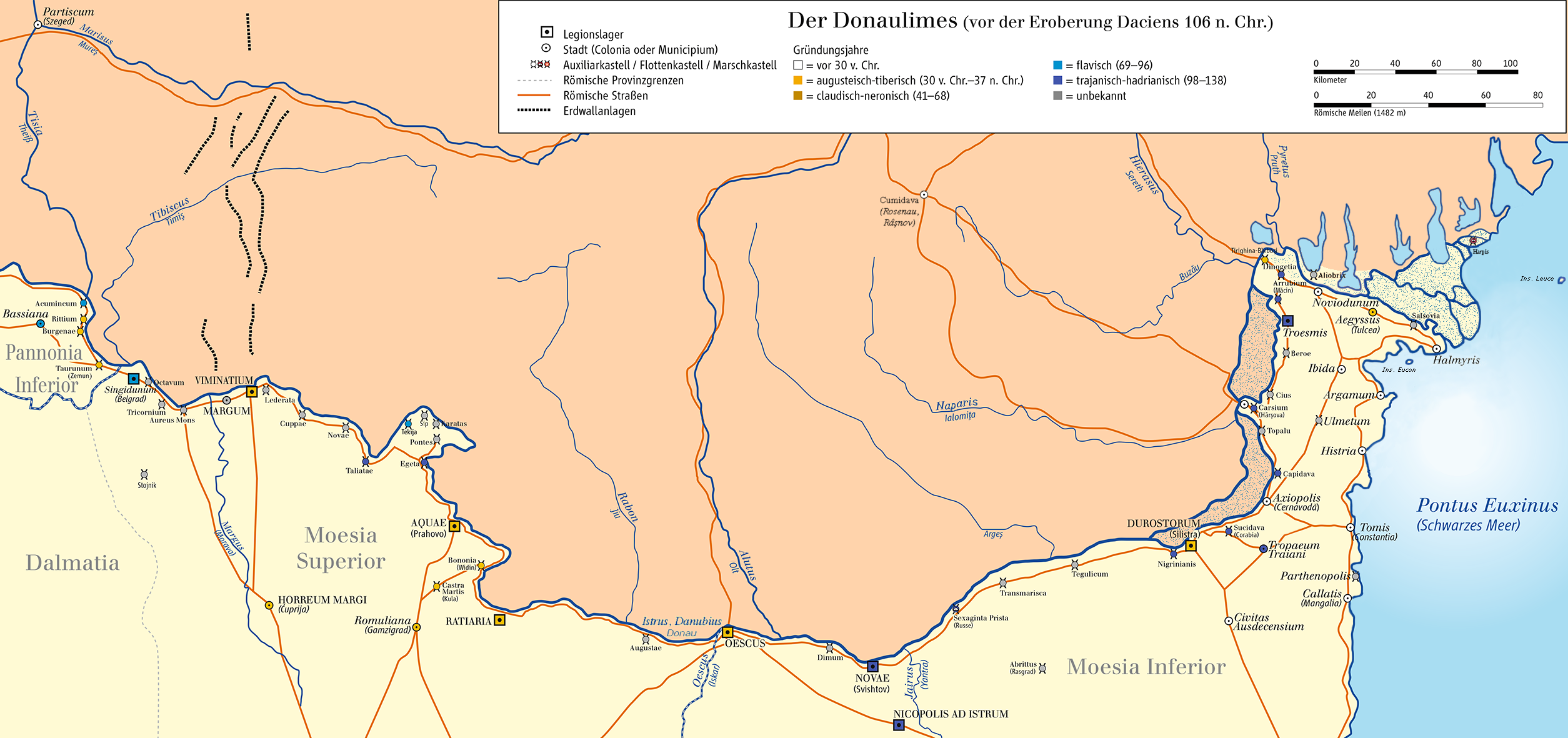
Le limes du Danube en Mésie (105).
Les provinces danubiennes entre 106 et 271.
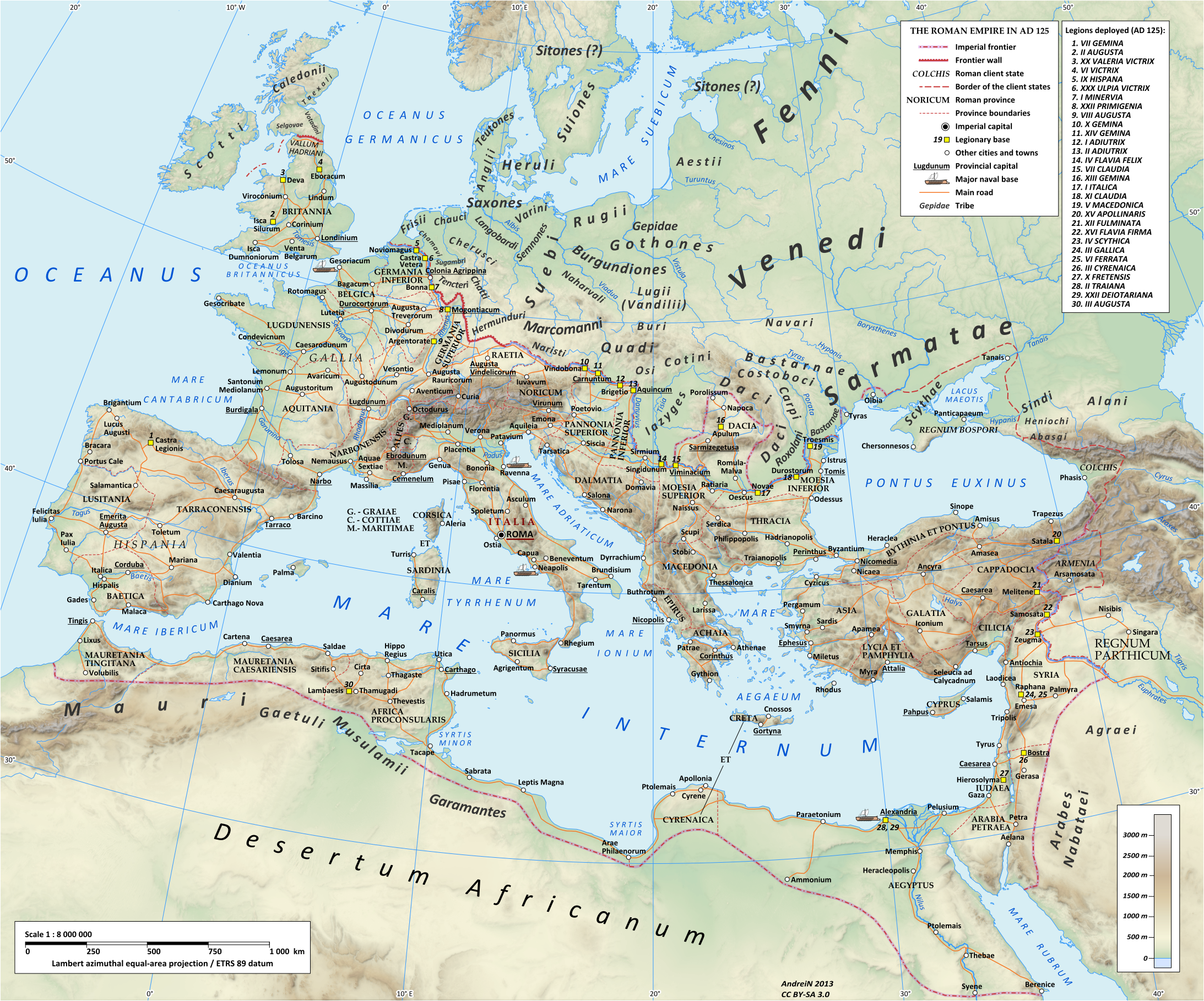
Les Mésies romaines en 125.
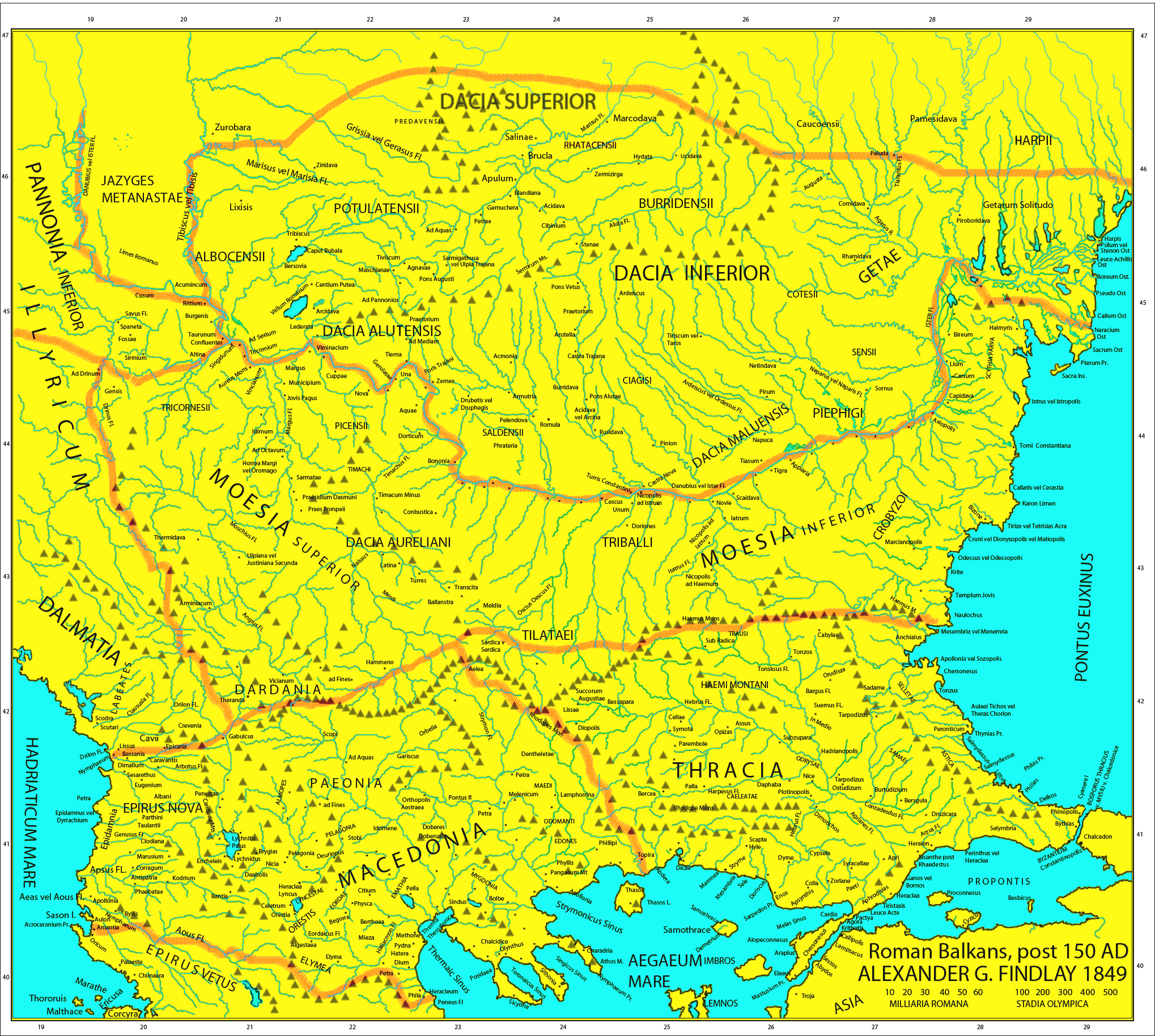
Les Mésies romaines vers 150.
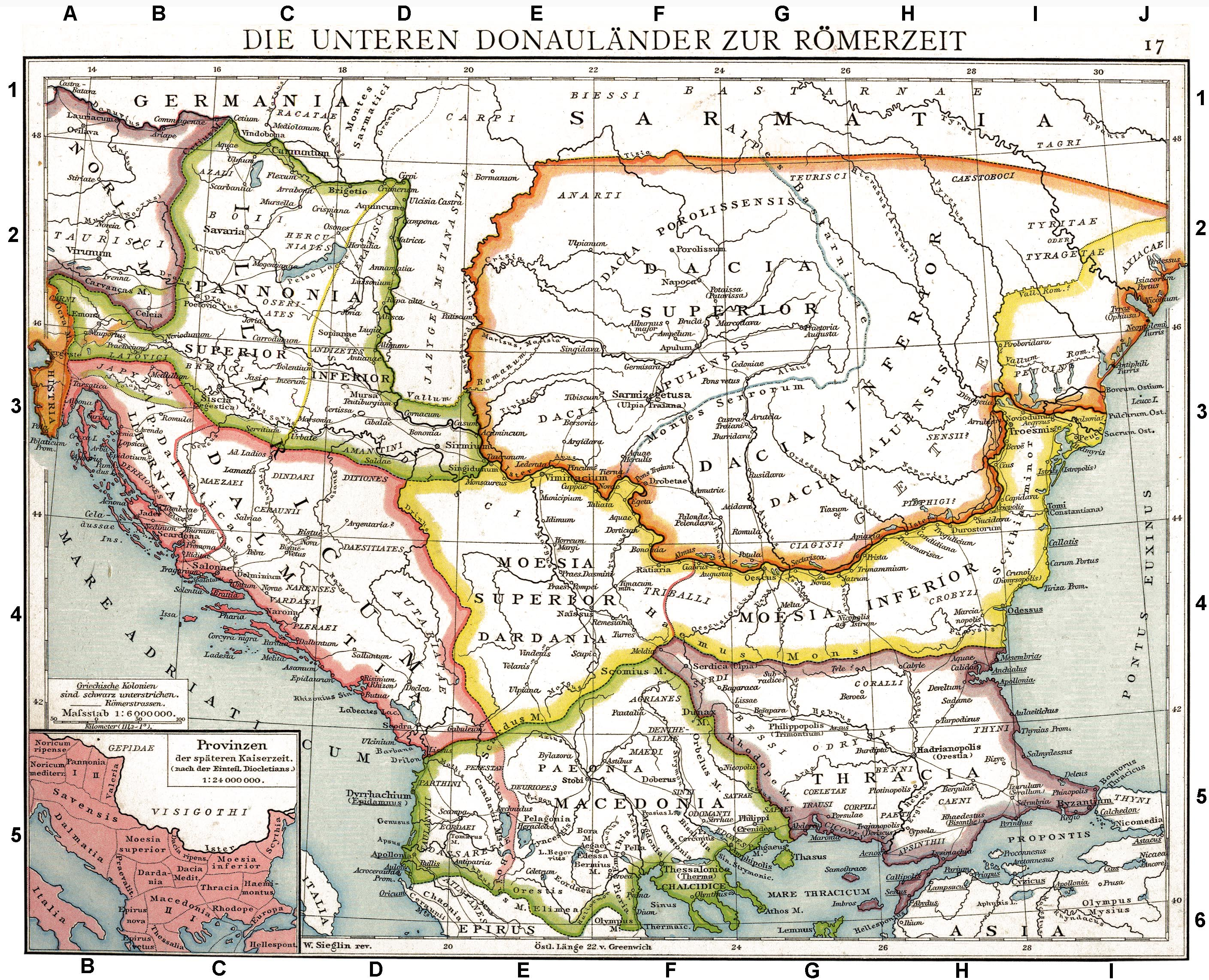
Les Mésies romaines à la fin du IIe siècle et au début du IIIe siècle.
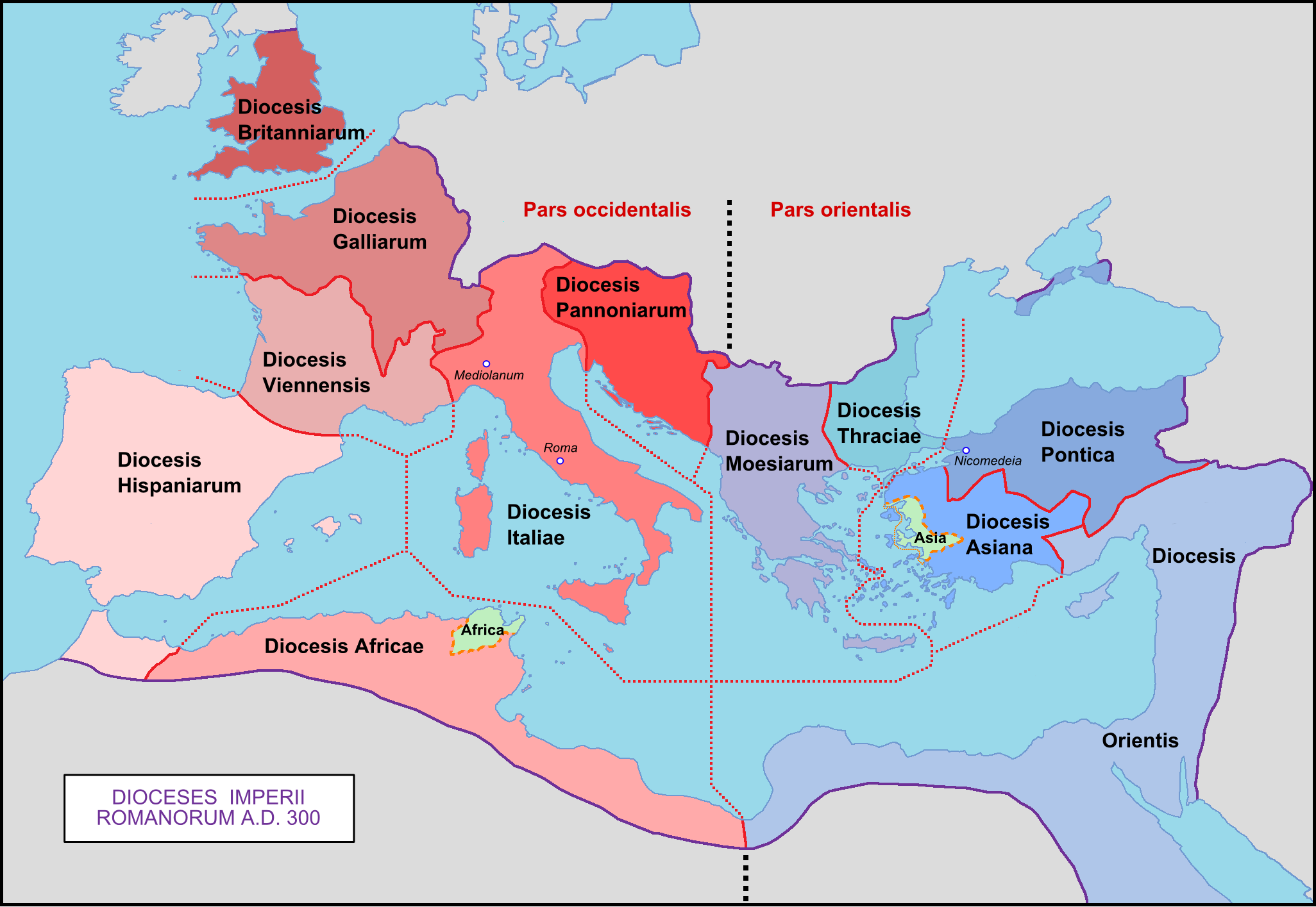
Le diocèse romain de Mésie en 300.
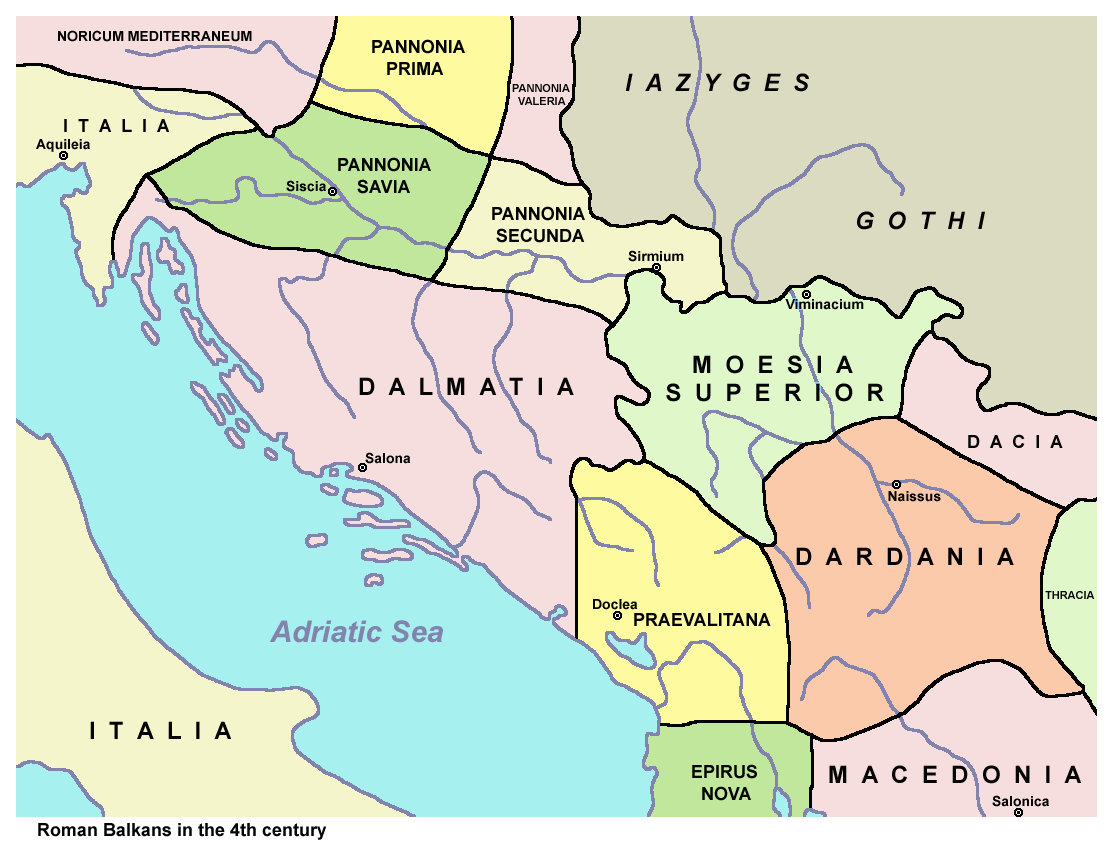
La Mésie supérieure au milieu du IVe siècle.
La Mésie inférieure (Scythie mineure) antique.
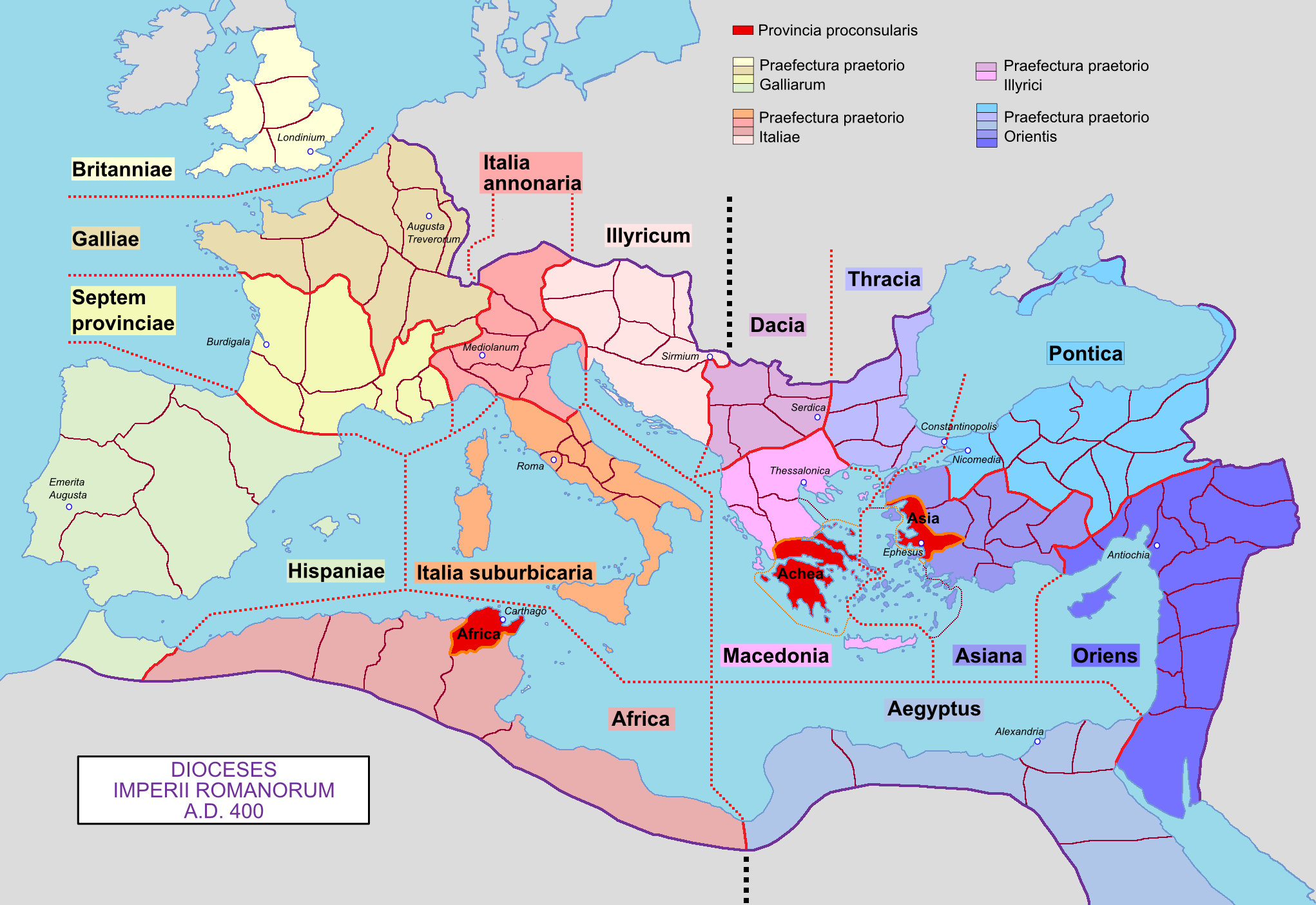
Les diocèses de Dacie et de Thrace en 400.
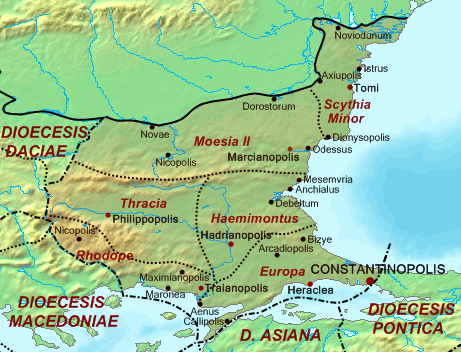
La Mésie II, dans le diocèse de Thrace, en 400.

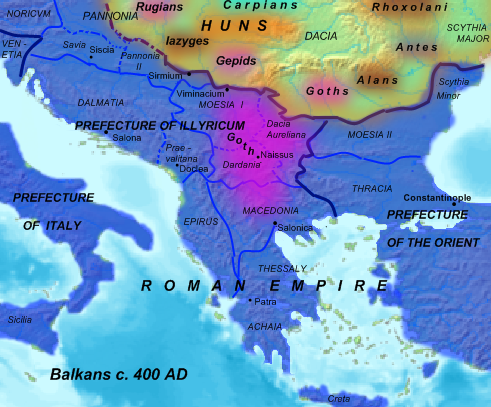
Europe du Sud-Est vers 450